# Caledonispa
Caledonispa is een geslacht van kevers uit de familie bladkevers (Chrysomelidae).
De wetenschappelijke naam van het geslacht werd in 1952 gepubliceerd door Uhmann.

## Soorten
- Caledonispa freycinetiae Gressitt, 1960
- Caledonispa sarasini (Heller, 1916)